# Freya Mavor

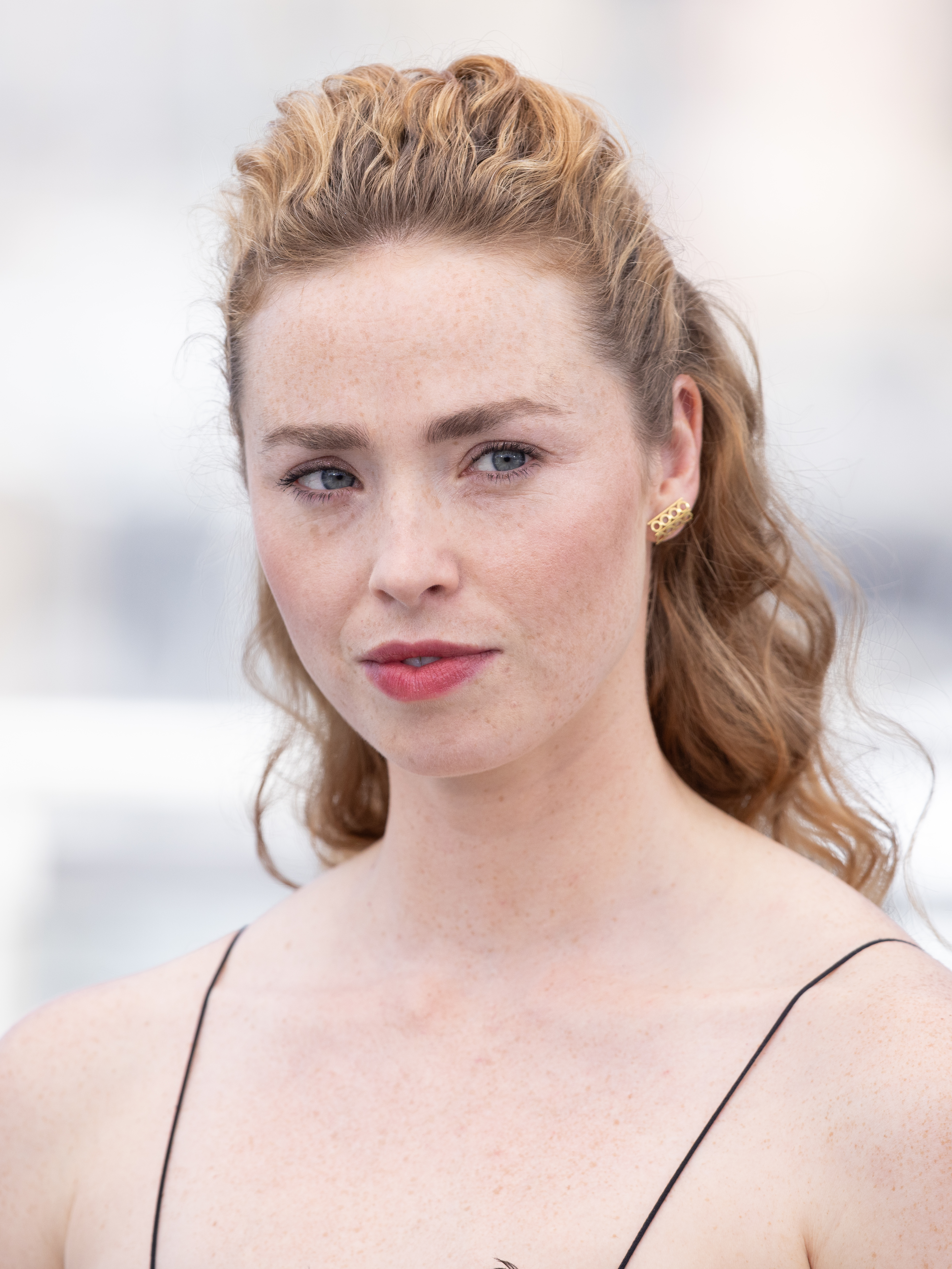
Freya Mavor (2025)

Freya Mavor (* 13. August 1993 in Glasgow) ist eine britische Schauspielerin und Model.

## Leben und Karriere
Freya Mavor wurde in der schottischen Industriestadt Glasgow geboren, wuchs aber in Inverleith auf. Ihre irische Mutter und ihr Vater James Mavor, ein preisgekrönter Dramatiker, der an der Edinburgh Napier University dem Masterstudiengang Drehbuchschreiben vorsteht, haben noch zwei Söhne. Ihre schulische Ausbildung erhielt sie an der Mary Erskine School in Edinburgh und während eines vierjährigen Frankreichaufenthalts am Collège Eugène Fromentin in La Rochelle, weshalb sie ebenfalls fließend französisch spricht. 2008 wurde sie Mitglied am National Youth Theatre. Ihr Debüt vor der Kamera gab Freya Mavor 2011 in 18 Episoden der britischen Fernsehserie Skins in der Rolle der Mini McGuinness. Im selben Jahr war sie das Gesicht der Frühjahrs- und Sommerkampagne des Modeunternehmens Pringle of Scotland. 2013 verkörperte sie in der BBC-One-Miniserie The White Queen Prinzessin Elizabeth of York. In der Leinwandadaption von Julian Barnes’ Roman The Sense of an Ending verkörpert sie das junge Alter Ego der Hauptdarstellerin Charlotte Rampling. In Marcus H. Rosenmüllers Kinofilm Trautmann, der nach Festivalteilnahmen 2018 beim Zurich Film Festival und beim Filmfest Hamburg am 14. März 2019 in den deutschen Kinos anlief, spielt Mavor die Ehefrau des legendären Fußballtorwarts Bert Trautmann.

## Filmografie (Auswahl)
- 2011: Disco (Kurzfilm)
- 2011–2012: Skins – Hautnah (Skins, Fernsehserie, 18 Folgen)
- 2013: Not Another Happy Ending
- 2013: The White Queen (Miniserie, 3 Folgen)
- 2013: Make My Heart Fly – Verliebt in Edinburgh (Sunshine on Leith)
- 2014: New Worlds (Miniserie, 4 Folgen)
- 2015: The Lady in the Car with Glasses and a Gun (La dame dans l’auto avec des lunettes et un fusil)
- 2016: Meine Zeit mit Cézanne (Cézanne et moi)
- 2017: The Sense of an Ending
- 2017: Modern Life is Rubbish
- 2018: Trautmann
- 2018: Dead in a Week (oder Geld zurück) (Dead in a Week: Or Your Money Back)
- 2018: Vidocq – Herrscher der Unterwelt (L’Empereur de Paris)
- 2018: Die Morde des Herrn ABC (The ABC Murders, Miniserie, 3 Folgen)
- 2019: Es war noch einmal … (Il était une seconde fois, Miniserie, 4 Folgen)[2]
- 2019: Balance, Not Symmetry
- seit 2020: Industry (Fernsehserie)
- 2022: Die Zeit, die wir teilen (À propos de Joan)
- 2022: Rogue Agent
- 2025: Dalloway